# Divize C 2014/2015
V soubojích 50. ročníku České divize C 2014/15 se utkalo 16 týmů dvoukolovým systémem podzim - jaro. Tento ročník začal v srpnu 2014 a skončil v červnu 2015.

## Nové týmy v sezoně 2014/15
Z ČFL 2013/14 nikdo nesestoupil. Z krajských přeborů postoupila vítězná mužstva ročníku 2013/14: SK Týniště na Orlicí z Královéhradeckého přeboru, FK Česká Třebová z Pardubického přeboru, SK Benátky nad Jizerou z Středočeského přeboru. Z Divize A sem Bylo přeřazen mužstvo SK Český Brod.

## Kluby podle přeborů
- Královéhradecký (4): FK Náchod, TJ Dvůr Králové nad Labem, MFK Trutnov, SK Týniště na Orlicí.
- Pardubický (6): FK Pardubice „B“,  TJ Jiskra Ústí nad Orlicí, SK Vysoké Mýto, TJ Sokol Živanice, FK Česká Třebová, FK Letohrad.
- Liberecký (2): FK Pěnčín-Turnov, TJ Sokol Jablonec nad Jizerou.
- Středočeský (4): FK Dobrovice, SK Sparta Kutná Hora, SK Český Brod, SK Benátky nad Jizerou.

## Konečná tabulka
| Poř. | Tým                           | Z  | V  | VP | PP | P  | VG | OG | B  |
| ---- | ----------------------------- | -- | -- | -- | -- | -- | -- | -- | -- |
| 1.   | FK Dobrovice                  | 30 | 20 | 5  | 3  | 2  | 72 | 23 | 73 |
| 2.   | SK Benátky nad Jizerou (N)    | 30 | 16 | 5  | 4  | 5  | 55 | 27 | 62 |
| 3.   | SK Sparta Kutná Hora          | 30 | 17 | 4  | 1  | 8  | 52 | 39 | 60 |
| 4.   | TJ Sokol Živanice             | 30 | 15 | 4  | 5  | 6  | 45 | 30 | 58 |
| 5.   | MFK Trutnov                   | 30 | 12 | 3  | 8  | 7  | 58 | 26 | 50 |
| 6.   | FK Pěnčín-Turnov              | 30 | 12 | 3  | 3  | 12 | 65 | 58 | 45 |
| 7.   | SK Český Brod                 | 30 | 13 | 2  | 2  | 13 | 45 | 46 | 45 |
| 8.   | FK Letohrad                   | 30 | 11 | 3  | 4  | 12 | 34 | 35 | 43 |
| 9.   | TJ Dvůr Králové nad Labem     | 30 | 13 | 2  | 0  | 15 | 43 | 55 | 43 |
| 10.  | TJ Sokol Jablonec nad Jizerou | 30 | 13 | 2  | 0  | 15 | 54 | 60 | 43 |
| 11.  | SK Vysoké Mýto                | 30 | 10 | 3  | 6  | 13 | 35 | 39 | 42 |
| 12.  | TJ Jiskra Ústí nad Orlicí     | 30 | 10 | 3  | 3  | 14 | 35 | 39 | 39 |
| 13.  | FK Náchod                     | 30 | 8  | 8  | 4  | 14 | 29 | 45 | 36 |
| 14.  | FK Pardubice „B“              | 30 | 8  | 3  | 3  | 16 | 37 | 59 | 33 |
| 15.  | FK Česká Třebová (N)          | 30 | 7  | 2  | 4  | 17 | 37 | 46 | 29 |
| 16.  | SK Týniště na Orlicí (N)      | 30 | 5  | 2  | 0  | 23 | 27 | 95 | 19 |

Poznámky:
- Z = Odehrané zápasy; V = Vítězství; VP = Vítězství po prodloužení; PP = Prohry po prodloužení; P = Prohry; VG = Vstřelené góly; OG = Obdržené góly; B = Body

|  | Postup do ČFL                           |
|  | Sestup do příslušného krajského přeboru |